# Soluzione madre
In chimica analitica una soluzione madre (stock solution in inglese) è una soluzione a concentrazione nota, che serve come base per preparare per diluizione altre soluzioni a concentrazioni più piccole. Nella pratica del laboratorio analitico, la maggior parte delle diluizioni è eseguita sulla base del volume utilizzando pipetta e matraccio: con la prima viene prelevata una quantità accurata di soluzione madre che viene trasferita nel secondo, in cui è possibile aggiungere solvente in quantità esatta.		